# Антонова, Мария Борисовна
Мария Борисовна Антонова (1915—1984) — доярка племенного молочного совхоза «Караваево» Костромского района Костромской области, Герой Социалистического Труда (1949).

## Биография
Родилась 18 июля 1915 года в деревне Лихачёво Судиславльского района Костромской области в крестьянской семье.
В годы Великой Отечественной войны овдовела и с тремя малолетними детьми приехала и поступила дояркой в совхоз «Караваево» в бригаду Е. М. Ворониной, в будущем Героя Социалистического Труда, и вскоре получила постоянную группу племенных коров.
В 1930-х годах специалистами совхоза «Караваево» под руководством старшего зоотехника совхоза С. И. Штеймана была выведена новая порода крупного рогатого скота, отличающаяся особо высокими надоями и известная сейчас как Костромская. Племсовхоз стал давать рекордные удои молока и достижения караваевцев стали известны не только на весь Советский Союз, но и за границей.
В конце 1936 года в караваевском стаде было много коров-рекордисток, каждая из них могла дать за год больше 7 тысяч литров молока.
Во время войны, несмотря на все трудности, удалось сохранить племенное ядро новой породы. Племхоз снабжал молоком и маслом детские сады, госпитали и воинские части. В 1944 году была официально утверждена Костромская порода крупного рогатого скота.
По итогам работы 1947 года за получение от 8 коров по 5227 килограммов молока (190 кг молочного жира) была награждена орденом Ленина.
В 1948 году в среднем от каждой из 8 коров получила по 5874 килограмма молока (221 кг молочного жира).
Указом Президиума Верховного Совета СССР от 12 июля 1949 года Антоновой Марии Борисовне присвоено звание Героя Социалистического Труда с вручением ордена Ленина и золотой медали «Серп и Молот».
Мария Борисовна вырастила девятерых детей.
Умерла 26 марта 1984 года.

## Награды
- Герой Социалистического Труда (1949)
- Орден Ленина (1948)
- Орден Ленина (1949)
- Орден Ленина (1950)
- медали